# 小松崎進
小松崎 進（こまつざき すすむ、男性、1925年10月10日 - 2020年11月3日）は、日本の児童文学者。本名同じ。

## 生涯
茨城県生まれ。東京都で39年間,小学校教師として,特に国語教育 読書教育に力を入れる。また国語教科書編集にたずさわる。のちに東京学芸大学,日本女子大学講師。
2014年から、この本だいすきの会代表,日本文学教育連盟常任委員,日本児童文学者協会会員。

## 著書
- 民話と子ども 鳩の森書房 1970
- 幼児と民話  鳩の森書房 1973
- よみきかせとおはなしの世界 労働教育センター 1979.10
- この本だいすき―子どもとえらんだ100冊の本第1集 びわの実書房 1980.9
- この本だいすき―子どもとえらんだ100冊の本第2集 びわの実書房 1981.12
- 子どもと大人の読書事典 三省堂 1988.3
- セロ弾きのゴーシュ―教師用資料 全国学校図書館協議会 1992.4 編纂
- おむすびころりん (日本の名作えほん) メイト 1995
- この本だいすき!  高文研 1988.1
- この絵本、読んだら―子どもが喜ぶ絵本の読みがたり 高文研 2000.5
- 小学生への読みがたり読みきかせ 低学年編 高文研 2003.1
- 小学生への読みがたり読みきかせ 中・高学年編 高文研 2004.11
- かたり・読みがたり だいすき こま先生 CD付 文溪堂 2013.10.16